# Пендлтон (округ, Західна Вірджинія)
38°41′ пн. ш. 79°22′ зх. д. / 38.68° пн. ш. 79.36° зх. д.
Округ  Пендлтон (англ. Pendleton County) — округ (графство) у штаті  Західна Вірджинія, США. Ідентифікатор округу 54071.

## Історія
Округ утворений 1787 року.

## Демографія
За даними перепису 2000 року загальне населення округу становило 8196 осіб, усе сільське. Серед мешканців округу чоловіків було 4125, а жінок — 4071. В окрузі було 3350 домогосподарств, 2354 родин, які мешкали в 5102 будинках. Середній розмір родини становив 2,87.
Віковий розподіл населення поданий у таблиці:
| Стать    | До 15 років | 15-21 | 22-29 | 30-39 | 40-49 | 50-65 | 65-85 | Понад 85 |
| -------- | ----------- | ----- | ----- | ----- | ----- | ----- | ----- | -------- |
| Чоловіки | 752         | 335   | 403   | 550   | 644   | 762   | 614   | 65       |
| Жінки    | 736         | 320   | 335   | 539   | 630   | 730   | 655   | 126      |

## Суміжні округи
- Грант — північ
- Гарді — північний схід
- Рокінгем — схід
- Огаста, Вірджинія — південь
- Гайленд, Вірджинія — південь
- Покахонтас, Вірджинія — південний захід
- Рендолф — захід

## Виноски
1. ↑  U.S. Decennial Census. United States Census Bureau. Процитовано 11 січня 2014.
2. ↑  Historical Census Browser. University of Virginia Library. Архів оригіналу за 11 серпня 2012. Процитовано 11 січня 2014.
3. ↑  Population of Counties by Decennial Census: 1900 to 1990. United States Census Bureau. Процитовано 11 січня 2014.
4. ↑  Census 2000 PHC-T-4. Ranking Tables for Counties: 1990 and 2000 (PDF). United States Census Bureau. Процитовано 11 січня 2014.
5. ↑  State & County QuickFacts. United States Census Bureau. Архів оригіналу за 7 червня 2011. Процитовано 11 січня 2014.(англ.) Наведено за англійською вікіпедією.
6. ↑  American FactFinder. Бюро перепису населення США. Архів оригіналу за 26 лютого 2012. Процитовано 31 січня 2008.

| США | Це незавершена стаття з географії США. Ви можете допомогти проєкту, виправивши або дописавши її. |